# Tronget
Tronget – miejscowość i gmina we Francji, w regionie Owernia-Rodan-Alpy, w departamencie Allier.

## Demografia
Według danych na rok 1990 gminę zamieszkiwało 1058 osób, a gęstość zaludnienia wynosiła 34 osoby/km². W styczniu 2015 r. Tronget zamieszkiwało 951 osób, przy gęstości zaludnienia wynoszącej 30,6 osób/km².